# MotoGP japán nagydíj
A MotoGP japán nagydíja a MotoGP egy versenye, melyet 1987 óta folyamatosan megrendeznek. Előtte 1964-től 1967-ig szerepelt a versenynaptárban.

## Az eddigi győztesek
A piros háttérrel jelzett versenyek nem képezték részét a világbajnokságnak.
| 2024 | Motegi                             | David Alonso (CFMoto)              | Manuel González (Kalex)            | Francesco Bagnaia (Ducati)         | Összefoglaló                       |                                    |                                    |
| 2023 | Motegi                             | Jaume Masià (Honda)                | Somkiat Chantra (Kalex)            | Jorge Martín (Ducati)              | Összefoglaló                       |                                    |                                    |
| 2022 | Motegi                             | Izan Guevara (Gas Gas)             | Ogura Ai (Kalex)                   | Jack Miller (Ducati)               | Összefoglaló                       |                                    |                                    |
| 2021 | A Covid19-pandémia miatt törölték. | A Covid19-pandémia miatt törölték. | A Covid19-pandémia miatt törölték. | A Covid19-pandémia miatt törölték. | A Covid19-pandémia miatt törölték. | A Covid19-pandémia miatt törölték. | A Covid19-pandémia miatt törölték. |
| 2020 | A Covid19-pandémia miatt törölték. | A Covid19-pandémia miatt törölték. | A Covid19-pandémia miatt törölték. | A Covid19-pandémia miatt törölték. | A Covid19-pandémia miatt törölték. | A Covid19-pandémia miatt törölték. | A Covid19-pandémia miatt törölték. |
| 2019 | Motegi                             | Lorenzo Dalla Porta (Honda)        | Luca Marini (Kalex)                | Marc Márquez (Honda)               | Összefoglaló                       |                                    |                                    |
| 2018 | Motegi                             | Marco Bezzecchi (KTM)              | Francesco Bagnaia (Kalex)          | Marc Márquez (Honda)               | Összefoglaló                       |                                    |                                    |
| 2017 | Motegi                             | Romano Fenati (Honda)              | Marc Márquez (Kalex)               | Andrea Dovizioso (Ducati)          | Összefoglaló                       |                                    |                                    |
| 2016 | Motegi                             | Enea Bastianini (KTM)              | Thomas Lüthi (Kalex)               | Marc Márquez (Honda)               | Összefoglaló                       |                                    |                                    |
| 2015 | Motegi                             | Niccolò Antonelli (Honda)          | Johann Zarco (Kalex)               | Dani Pedrosa (Honda)               | Összefoglaló                       |                                    |                                    |
| 2014 | Motegi                             | Álex Márquez (Honda)               | Thomas Lüthi (Suter)               | Jorge Lorenzo (Yamaha)             | Összefoglaló                       |                                    |                                    |
| 2013 | Motegi                             | Álex Márquez (KTM)                 | Pol Espargaró (Kalex)              | Jorge Lorenzo (Yamaha)             | Összefoglaló                       |                                    |                                    |
| 2012 | Motegi                             | Danny Kent (KTM)                   | Marc Márquez (Suter)               | Dani Pedrosa (Honda)               | Összefoglaló                       |                                    |                                    |
| Év   | Helyszín                           | 125 cm³                            | Moto2                              | MotoGP                             | Összefoglaló                       |                                    |                                    |
| 2011 | Motegi                             | Johann Zarco (Derbi)               | Andrea Iannone (Suter)             | Dani Pedrosa (Honda)               | Összefoglaló                       |                                    |                                    |
| 2009 | Motegi                             | Marc Márquez (Derbi)               | Toni Elías (Moriwaki)              | Casey Stoner (Ducati)              | Összefoglaló                       |                                    |                                    |
| Év   | Helyszín                           | 125 cm³                            | 250 cm³                            | MotoGP                             | Összefoglaló                       |                                    |                                    |
| 2009 | Motegi                             | Andrea Iannone (Aprilia)           | Álvaro Bautista (Aprilia)          | Jorge Lorenzo (Yamaha)             | Összefoglaló                       |                                    |                                    |
| 2008 | Motegi                             | Stefan Bradl (Aprilia)             | Marco Simoncelli (Gilera)          | Valentino Rossi (Yamaha)           | Összefoglaló                       |                                    |                                    |
| 2007 | Motegi                             | Mattia Pasini (Aprilia)            | Mika Kallio (KTM)                  | Loris Capirossi (Ducati)           | Összefoglaló                       |                                    |                                    |
| 2006 | Motegi                             | Mika Kallio (KTM)                  | Aojama Hirosi (KTM))               | Loris Capirossi (Ducati)           | Összefoglaló                       |                                    |                                    |
| 2005 | Motegi                             | Mika Kallio (KTM))                 | Aojama Hirosi (Honda)              | Loris Capirossi (Ducati)           | Összefoglaló                       |                                    |                                    |
| 2004 | Motegi                             | Andrea Dovizioso (Honda)           | Dani Pedrosa (Honda)               | Tamada Mokoto (Honda)              | Összefoglaló                       |                                    |                                    |
| 2003 | Suzuka                             | Stefano Perugini (Aprilia)         | Manuel Poggiali (Aprilia)          | Valentino Rossi (Honda)            | Összefoglaló                       |                                    |                                    |
| 2002 | Suzuka                             | Arnaud Vincent (Aprilia)           | Mijazaki Oszamu (Yamaha)           | Valentino Rossi (Honda)            | Összefoglaló                       |                                    |                                    |
| Év   | Helyszín                           | 125 cm³                            | 250 cm³                            | 500 cm³                            | Összefoglaló                       |                                    |                                    |
| 2001 | Suzuka                             | Azuma Maszao (Honda)               | Kató Daidzsiró (Honda)             | Valentino Rossi (Honda)            | Összefoglaló                       |                                    |                                    |
| 2000 | Suzuka                             | Ui Júicsi (Derbi)                  | Kató Daidzsiró (Honda)             | Abe Norifumi (Yamaha)              | Összefoglaló                       |                                    |                                    |
| 1999 | Motegi                             | Azuma Maszao (Honda)               | Nakano Sinja (Yamaha)              | Kenny Roberts, Jr. (Suzuki)        | Összefoglaló                       |                                    |                                    |
| 1998 | Suzuka                             | Szakata Kazuto (Aprilia)           | Kató Daidzsiró (Honda)             | Max Biaggi (Honda)                 | Összefoglaló                       |                                    |                                    |
| 1997 | Suzuka                             | Ueda Noboru (Honda)                | Kató Daidzsiró (Honda)             | Michael Doohan (Honda)             | Összefoglaló                       |                                    |                                    |
| 1996 | Suzuka                             | Tokudome Maszaki (Aprilia)         | Max Biaggi (Aprilia)               | Abe Norifumi (Yamaha)              | Összefoglaló                       |                                    |                                    |
| 1995 | Suzuka                             | Aoki Harucsika (Honda)             | Ralf Waldmann (Honda)              | Daryl Beattie (Suzuki)             | Összefoglaló                       |                                    |                                    |
| 1994 | Suzuka                             | Cudzsimura Takesi (Honda)          | Okada Tadajuki (Honda)             | Kevin Schwantz (Suzuki)            | Összefoglaló                       |                                    |                                    |
| 1993 | Suzuka                             | Dirk Raudies (Honda)               | Harada Tecuja (Yamaha)             | Wayne Rainey (Yamaha)              | Összefoglaló                       |                                    |                                    |
| 1992 | Suzuka                             | Ralf Waldmann (Honda)              | Luca Cadalora (Honda)              | Michael Doohan (Honda)             | Összefoglaló                       |                                    |                                    |
| 1991 | Suzuka                             | Ueda Noboru (Honda)                | Luca Cadalora (Honda)              | Kevin Schwantz (Suzuki)            | Összefoglaló                       |                                    |                                    |
| 1990 | Suzuka                             | Hans Spaan (Honda)                 | Luca Cadalora (Yamaha)             | Wayne Rainey (Yamaha)              | Összefoglaló                       |                                    |                                    |
| 1989 | Suzuka                             | Ezio Gianola (Honda)               | John Kocinski (Yamaha)             | Kevin Schwantz (Suzuki)            | Összefoglaló                       |                                    |                                    |
| 1988 | Suzuka                             |                                    | Anton Mang (Honda)                 | Kevin Schwantz (Suzuki)            | Összefoglaló                       |                                    |                                    |
| 1987 | Suzuka                             |                                    | Kobajasi Maszaru                   | Randy Mamola (Yamaha)              | Összefoglaló                       |                                    |                                    |

| Év   | Helyszín | 50 cm³                   | 125 cm³                | 250 cm³                   | 350 cm³                   | Összefoglaló |
| ---- | -------- | ------------------------ | ---------------------- | ------------------------- | ------------------------- | ------------ |
| 1967 | Fuji     | Itó Micuó (Suzuki)       | Bill Ivy (Yamaha)      | Ralph Bryans (Honda)      | Mike Hailwood (Honda)     | Összefoglaló |
| 1966 | Fuji     | Katajama Josimi (Suzuki) | Bill Ivy (Yamaha)      | Haszegava Hirosi (Yamaha) | Phil Read (Yamaha)        | Összefoglaló |
| 1965 | Suzuka   | Luigi Taveri (Honda)     | Hugh Anderson (Suzuki) | Mike Hailwood (Honda)     | Mike Hailwood (MV Agusta) | Összefoglaló |
| 1964 | Suzuka   | Ralph Bryans (Honda)     | Ernst Degner (Suzuki)  | Jim Redman (Honda)        | Jim Redman (Honda)        | Összefoglaló |
| 1963 | Suzuka   | Luigi Taveri (Honda)     | Frank Perris (Suzuki)  | Jim Redman (Honda)        | Jim Redman (Honda)        | Összefoglaló |
| 1962 | Suzuka   | Tommy Robb (Honda)       | Tommy Robb (Honda)     | Jim Redman (Honda)        | Jim Redman (Honda)        | Összefoglaló |